# La Cogorda
La Coucourde és un municipi francès situat al departament de la Droma i a la regió d'Alvèrnia-Roine-Alps. L'any 2007 tenia 918 habitants.

## Demografia

### Població
El 2007 la població de fet de La Coucourde era de 918 persones. Hi havia 332 famílies de les quals 80 eren unipersonals (44 homes vivint sols i 36 dones vivint soles), 80 parelles sense fills, 156 parelles amb fills i 16 famílies monoparentals amb fills.
La població ha evolucionat segons el següent gràfic:
Habitants censats

### Habitatges
El 2007 hi havia 398 habitatges, 348 eren l'habitatge principal de la família, 15 eren segones residències i 35 estaven desocupats. 348 eren cases i 48 eren apartaments. Dels 348 habitatges principals, 259 estaven ocupats pels seus propietaris, 78 estaven llogats i ocupats pels llogaters i 11 estaven cedits a títol gratuït; 4 tenien una cambra, 16 en tenien dues, 39 en tenien tres, 107 en tenien quatre i 182 en tenien cinc o més. 269 habitatges disposaven pel capbaix d'una plaça de pàrquing. A 158 habitatges hi havia un automòbil i a 167 n'hi havia dos o més.

### Piràmide de població
La piràmide de població per edats i sexe el 2009 era:
| Homes | Edats   | Dones |
| ----- | ------- | ----- |
| 0     | 95 o +  | 4     |
| 0     | 90 a 94 | 0     |
| 0     | 85 a 89 | 12    |
| 4     | 80 a 84 | 4     |
| 12    | 75 a 79 | 12    |
| 16    | 70 a 74 | 20    |
| 12    | 65 a 69 | 8     |
| 24    | 60 a 64 | 28    |
| 28    | 55 a 59 | 16    |
| 12    | 50 a 54 | 12    |
| 48    | 45 a 49 | 28    |
| 32    | 40 a 44 | 40    |
| 24    | 35 a 39 | 40    |
| 24    | 30 a 34 | 20    |
| 16    | 25 a 29 | 24    |
| 8     | 20 a 24 | 4     |
| 16    | 15 a 19 | 36    |
| 48    | 10 a 14 | 32    |
| 16    | 5 a 9   | 40    |
| 28    | 0 a 4   | 20    |

## Economia
El 2007 la població en edat de treballar era de 605 persones, 448 eren actives i 157 eren inactives. De les 448 persones actives 413 estaven ocupades (231 homes i 182 dones) i 35 estaven aturades (13 homes i 22 dones). De les 157 persones inactives 37 estaven jubilades, 55 estaven estudiant i 65 estaven classificades com a «altres inactius».

### Ingressos
El 2009 a La Coucourde hi havia 360 unitats fiscals que integraven 948 persones, la mediana anual d'ingressos fiscals per persona era de 16.272,5 €.

### Activitats econòmiques
Dels 43 establiments que hi havia el 2007, 4 eren d'empreses extractives, 1 d'una empresa alimentària, 1 d'una empresa de fabricació d'altres productes industrials, 8 d'empreses de construcció, 12 d'empreses de comerç i reparació d'automòbils, 3 d'empreses de transport, 5 d'empreses d'hostatgeria i restauració, 1 d'una empresa financera, 2 d'empreses immobiliàries, 2 d'empreses de serveis, 2 d'entitats de l'administració pública i 2 d'empreses classificades com a «altres activitats de serveis».
Dels 15 establiments de servei als particulars que hi havia el 2009, 1 era una oficina de correu, 1 taller de reparació d'automòbils i de material agrícola, 2 paletes, 1 guixaire pintor, 1 fusteria, 1 lampisteria, 3 electricistes, 2 perruqueries i 3 restaurants.
Dels 4 establiments comercials que hi havia el 2009, 1 era una fleca, 1 una llibreria, 1 una botiga d'equipament de la llar i 1 una botiga de mobles.
L'any 2000 a La Coucourde hi havia 8 explotacions agrícoles que ocupaven un total de 160 hectàrees.

## Equipaments sanitaris i escolars
El 2009 hi havia una escola elemental.

## Poblacions més properes
El següent diagrama mostra les poblacions més properes.